# Choji Murata
Choji Murata (en japonés: 村田 兆治; Distrito de Toyota, Hiroshima, 27 de noviembre de 1949-Seijo, Setagaya, Tokio, 11 de noviembre de 2022) fue un beisbolista, comentarista y crítico japonés que jugó en la posición de lanzador para los Tokio Onions de la Liga Japonesa de Béisbol Profesional de 1967 a 1990.

## Carrera
Murata hizo su debut profesional en 1967 con los entonces Tokio Orions de la Liga del Pacífico en la Liga Japonesa de Béisbol Profesional, liderando la liga en promedio de carreras limpias entre 1975 y 1976, además de ganar 21 partidos en 1976. Debido a una lesión provocada por la rotura de un ligamento en el codo derecho en 1982, decidió someterse a la cirugía de Tommy John en 1983 en California por el doctor Frank Jobe, convirtiéndose en el primer jugador japonés en someterse al procedimiento, por lo que se perdió casi tres temporadas hasta finales de 1984. Al año siguiente ganaría el premio al Regreso del Año en la liga japonesa con un récord de 17 ganados y 5 perdidos, y volvió a liderar la liga en promedio de carreras en 1989.
Murata se retiró en 1990 con 215 victorias y 177 derrotas en su carrera, se convirtió en miembro del Salón de la Fama Meikyukai y fue incluido en el Salón de la Fama del Béisbol Japonés en 2005.
Después de su retiro, trabajó como comentarista y crítico de béisbol y también se desempeñó como entrenador de los lanzadores de los Fukuoka Daiei Hawks de 1995 a 1997.
Mientras se dirigía a un evento de béisbol en Hokkaidō, Murata fue arrestado el 23 de septiembre de 2022 bajo sospecha de agredir a una inspectora en el control de seguridad del Aeropuerto Internacional de Haneda. Según Yahoo!, «tenía un teléfono móvil en la mano y parecía estar molesto porque había sido detectado por el detector de metales varias veces, por lo que empujó el hombro izquierdo de la inspectora con la mano derecha». Un policía llegó poco después a la escena y detuvo a Murata. Murata negó los cargos, pero una cámara de seguridad demostró lo contrario. Murata se disculpó posteriormente, «Quiero disculparme sinceramente con la mujer. También me gustaría disculparme profundamente con muchos de mis fanáticos y niños, ya que les he dicho que tengan sueños y esperanzas y que hagan lo mejor que puedan. Creo que mi arresto esta vez es muy lamentable». Murata había estado en contacto con varios entrevistadores antes de su fallecimiento para discutir la controversia en el Aeropuerto Internacional de Haneda, pero estas entrevistas no pudieron realizarse.
Murata fue miembro del comité de selección del Premio Eiji Sawamura hasta el 25 de octubre de 2022, cuando renunció debido a la controversia en el Aeropuerto Internacional de Haneda.
Murata participó en la enseñanza y organización de torneos de béisbol para estudiantes de secundaria en islas remotas de Japón desde 2008.
Murata inspiró el nombre del personaje principal en la serie de novelas Izakaya Choji de Hitomi Yamaguchi de 1982 a 1983; el personaje principal se llama Eiji Fujino, pero se le apoda como Choji. Esto también ocurre en la adaptación cinematográfica de 1983 del mismo nombre, protagonizada por Furuhata Yasuo, y el especial de televisión de 2020 del mismo nombre, protagonizado por Endo Kenichi.

## Fallecimiento
El 11 de noviembre de 2022, aproximadamente a las 3:15 a. m., se originó un incendio en la sala de estar del segundo piso de la residencia de Murata, ubicada en el barrio de Seijo en Setagaya, Tokio. Murata fue hallado inconsciente y posteriormente trasladado a un hospital, donde fue declarado muerto a las 5:57 a. m. La causa de su muerte fue determinada como intoxicación por monóxido de carbono, ya que no se encontraron quemaduras en el cuerpo. Aunque se desconocen las causas del incendio, la policía descartó tanto la participación de un tercero como la posibilidad de suicidio.
Ese mismo día, tras conocerse la noticia del fallecimiento de Murata, los Chiba Lotte Marines realizaron un minuto de silencio en su honor durante el último día de los entrenamientos de otoño en el Estadio Chiba Marine.

## Logros y conmemoraciones

### Club
- Serie de Japón: 1
  - 1974

- Liga del Pacífico: 2
  - 1970, 1974
- Apariciones en Playoff: 4
  - 1974, 1977, 1980, 1981

### Individual
- Líder en carreras permitidas en 1975, 1976 y 1989.
- Regreso del Año en 1985.
- Miembro del Salón de la Fama del Béisbol Japonés en 2005.
- Miembro del Salón de la Fama Meikyukai.